# Euxoa ambigua
Euxoa ambigua är en fjärilsart som beskrevs av Butler 1889. Euxoa ambigua ingår i släktet Euxoa och familjen nattflyn. Inga underarter finns listade i Catalogue of Life.